# Taraxacum lepidum
Taraxacum lepidum — вид квіткових рослин з родини айстрових (Asteraceae). Вид зростає в Європі: Данія, Німеччина, Велика Британія, Ірландія, Польща; це багаторічна рослина помірних біомів.

## Середовище
Росте переважно в тінистих місцях, на узліссях, на берегах живоплотів, затінених узбіччях, стінах, садах тощо.

## Опис
Кульбаба середнього розміру з висхідними, темно-зеленими, матовими листками. Черешки біло-зелені, зубчасто-крилаті. Серединні ребра білуваті. Бічних часток листка 4–5, відігнутих, зубчастих по дещо опуклому дистальному краю з кількома досить великими зубцями. Кінцева частка листка тупотрикутна. Обгортки досить дрібні, темні. Зовнішні приквітки вузькі, менше 3 мм завширшки, загнуті назад. Головка досить темно-жовта, у діаметрі 40–45 мм, опукла при розгортанні.